# Marco Scurria
Marco Scurria (né le 18 mai 1967 à Rome) est un homme politique italien, ancien député européen élu en juin 2009 pour Le Peuple de la liberté et qui a adhéré en 2012 à Frères d'Italie - Centre-droit national en 2012.
Jusqu'en 1996, il est dirigeant national du Front de la jeunesse (Mouvement social italien). En juin 2009, il est élu au Parlement européen avec 118 861 voix de préférence.